# Liz Masakayan
Elizabeth Masakayan (conocida como Liz Masakayan; 31 de diciembre de 1964) es una deportista estadounidense que compitió en voleibol, en la modalidad de playa. Ganó una medalla de bronce en el Campeonato Mundial de Vóley Playa de 1999.

## Palmarés internacional
| Campeonato Mundial | Campeonato Mundial | Campeonato Mundial | Campeonato Mundial |
| Año                | Lugar              | Medalla            | Pareja             |
| ------------------ | ------------------ | ------------------ | ------------------ |
| 1999               | Marsella (Francia) | Medalla de bronce  | Elaine Youngs      |